# Al Shat Tripoli
Maillots
Actualités
Le Al Shat Sporting Club (en arabe : نادي الشط الرياضي), plus couramment abrégé en Al Shat, est un club libyen de football fondé en 1982 et basé à Tripoli, la capitale du pays.

## Palmarès
| \| - Championnat de Libye (1) : - Champion : 1995-1996. - Coupe de Libye (1) : - Vainqueur : 1997-1998. \| \| - Supercoupe de Libye : - Finaliste : 1998. \| |  |                                             |
| - Championnat de Libye (1) : - Champion : 1995-1996. - Coupe de Libye (1) : - Vainqueur : 1997-1998.                                                         |  | - Supercoupe de Libye : - Finaliste : 1998. |